# Коллинз, Лин
Лин Коллинз (англ. Lyn Collins; настоящее имя — Глория Лаверн Коллинз (англ. Gloria Lavern Collins); 12 июня 1948, Дайм Бокс, Техас — 13 марта 2005, Пасадина, Калифорния) — афро-американская исполнительница соул-музыки, известная по работе с Джеймсом Брауном и по фанк-композиции 1972 года Think (About It).

## Биография
Родилась в Техасе в 1948 году. В 14 лет начала музыкальную карьеру, и в это же время вышла замуж за местного промоутера шоу Джеймса Брауна. Певица послала «крёстного отцу соула» свою запись и в 1970 году была принята в состав «James Brown Revue». В 1972 году на лейбле Брауна был выпущен первый и наиболее успешный сингл певицы «Think (About It)», в том же году вышел и одноимённый альбом. После выхода второго альбома в 1975 году карьера Коллинз пошла на спад, однако с конца 1980-х годов произошло повышение интереса к её творчеству в Европе. Продолжала выступать вплоть до смерти в 2005 году.

## Дискография
- 1972 — Think (About It)
- 1975 — Check It Out if You Don’t Know Me by Now